# La Collancelle
La Collancelle település Franciaországban, Nièvre megyében. Lakosainak száma 161 fő (2022. január 1.).

## Fekvése
La Collancelle Pazy, Achun, Bazolles, Sardy-lès-Épiry és Vitry-Laché községekkel határos.

## Népesség
A település népességének változása:
| Lakosok száma | 184  | 180  | 179  | 175  | 172  | 169  | 167  | 164  | 161  |
|               | 2013 | 2015 | 2016 | 2017 | 2018 | 2019 | 2020 | 2021 | 2022 |